# Colette Nême
Colette Nême, née Colette Cordebas le 6 mai 1931 à Boulogne-sur-Seine et morte le 26 mars 2015 à Neuilly-sur-Seine, est une économiste française, professeure émérite à l'université Paris-Panthéon-Assas, spécialiste d'économie internationale et européenne. Elle est la deuxième femme reçue au concours d'agrégation des facultés de droit option sciences économiques.

## Biographie
Colette Nême est née le 6 mai 1931 à Boulogne-sur-Seine de René Cordebas, ingénieur civil des mines, et de Madeleine Pillon. Elle étudie au lycée Racine, puis à l’Institut d’études politiques de Paris et la Faculté de droit de Paris d'où elle en sort docteur en économie en 1956. Sa thèse porte sur la théorie monétaire de Dennis Holm Robertson. En 1960, elle devient la deuxième femme reçue au concours d'agrégation des facultés de droit option sciences économiques, douze ans après Jane Aubert-Krier,.
Elle commence sa carrière professionnelle en tant que rédactrice à la Société générale de presse (1951), puis devient attachée de direction à la Compagnie française d'assurances pour le commerce extérieur (1953). En 1957, elle devient assistante à la faculté de droit de Paris, puis chargée de cours à la faculté de droit d'Alger (1958), maître de conférences à la faculté de droit de Grenoble (1960), professeure titulaire à la faculté de droit de Lyon (1962), professeure à l'université de Paris-Nanterre (1968) et enfin professeure à l'université Paris-Panthéon-Assas à partir de 1971.
En 1979, le ministre du travail commande une série de rapports sur la politique de l'emploi afin d'établir un diagnostic précis de la situation. Colette Nême est chargée de celui sur le conseil en recrutement en France, dit « Rapport Nême »,.
Elle est autorisée à faire valoir ses droits à la retraite à compter du 7 mai 1997 et est maintenue en activité en surnombre jusqu'à la fin de l'année universitaire 1999-2000.
Elle est l'auteure de nombreux ouvrages d'économie, notamment dans le domaine de l'économie internationale et européenne. En 2014, elle auto-publie un roman, Le druide, le Romain et la verveine. Elle meurt le 26 mars 2015 à Neuilly-sur-Seine.

### Vie privée
Elle épouse le journaliste, économiste et enseignant Jacques Nême (1930-2001) le 30 août 1963. Le couple a trois enfants.

## Distinctions
- Prix Charles-Dupin (1972)[8]
- Chevalière de la Légion d'honneur (1995)[9],[10]
- Officière de l'ordre national du Mérite (2000)[11]
- Officière de la Légion d'honneur (2010)[12]
- Commandeure de l'ordre des Palmes académiques[8]

## Publications

### Ouvrages
- La Compagnie des messageries maritimes, mémoire de l'institut d'études politiques sous la direction de Bernard Chenot, 1951[13]
- La Théorie monétaire de Sir Denis H. Robertson, thèse, 1956[2]

- Économie européenne, 1970
- Organisations économiques internationales, 1972
- Daniel Villey et Colette Nême, Petite histoire des grandes doctrines économiques, 1973
- Politiques économiques comparées, 1977
- Le conseil en recrutement en France, dit « Rapport Nême » remis au Ministre du Travail, 1979
- Théorie de l'économie internationale, 1989
- Économie internationale, fondements et politiques, 1991
- Relations monétaires internationales, 1993
- Économie de l'Union européenne, analyse d'un processus d'intégration, 1994
- Colette Nême, La pensée économique contemporaine depuis Keynes, Economica, 2001 (ISBN 978-2-7178-4243-2)
- Le druide, le Romain et la verveine, 2014